# Woodlawn Park (Oklahoma)
Woodlawn Park es un pueblo ubicado en el condado de Oklahoma en el estado estadounidense de Oklahoma. En el año 2010 tenía una población de 	153 habitantes y una densidad poblacional de 290 personas por km².

## Geografía
Woodlawn Park se encuentra ubicado en las coordenadas 35°30′33″N 97°38′52″O / 35.509156, -97.647718.

## Demografía
Según la Oficina del Censo en 2000 los ingresos medios por hogar en la localidad eran de $46,806 y los ingresos medios por familia eran $58,750. Los hombres tenían unos ingresos medios de $46,250 frente a los $33,333 para las mujeres. La renta per cápita para la localidad era de $43,376. Alrededor del 5.6% de la población estaban por debajo del umbral de pobreza.